# Гонорея
Гонореята (наричана още трипер) е полово предавана болест, която се предизвиква от бактерията Neisseria gonorrhoeae. Заразяването с тази болест може да стане чрез  полов акт и чрез кръвта. Обичайните симптоми при мъжете включват парене при уриниране и секреция от половия член. При жените, от друга страна, болестта първоначално протича асимптоматично или се наблюдават вагинална секреция и болки в таза. Ако болестта не се лекува, това може да доведе до допълнителни усложнения като епидидимит (възпаление на надсеменника при мъжете), възникване на инфекции в тазовата област, засягане на ставите и сърцето. Лечението е изключително антибиотично.

## Симптоми
При половината от жените гонореята протича без симптоми, докато при останалите се наблюдават вагинална секреция, болка ниско в коремната област или болка по време на полов акт. Повечето заразени мъже се оплакват от възпаление на уретрата изразяващо се в парене при уриниране и секреция от пениса. И мъжете, и жените могат да се разболеят от гонорея на гърлото при практикуване на орален секс със заразен партньор (обикновено от мъжки пол). Тази форма на болестта е асимптоматична при 90% от случаите, а при останалите 10% гърлото се зачервява и възпалява. Инкубационният период на гонореята е от 2 до 14 дни, като повечето симптоми се проявяват между 4 и 6 ден от заразяването. Макар и рядко, гонореята може да доведе до увреждане на кожата и инфектиране на ставите чрез разпространение в кръвния поток.Секрета става жълт . Още по-рядко болестта може да причини ендокардит и менингит при хора с понижена имунна защита.

### Гонорея при мъжете
- пареща болка при уриниране;
- гноен секрет от половия член;
- понякога с леко повишена температура;
- появяват се пъпчици по пениса.

### Гонорея при жените
- тъпа болка ниско в корема;
- парене при уриниране;
- увеличаване на вагиналния секрет.

## Усложнения
При мъжете нелечението на гонорея може да доведе до възпаление на надсеменниците, простатата и уретера. При жените липсата на лечение най-често води до възпалително заболяване на таза, сериозна инфекция и тендосиновит на пръстите, китките, палците и глезените.

## Лечение
Изключително с антибиотици в продължение на седмици. При нелекуване гонореята води до стерилитет и при мъжете, и при жените. При мъжете може да бъде развит артрит или белези в пениса, които да затруднят уринирането.
Исторически сведения сочат, че гонореята е била лекувана с живак. Сред хирургическите инструменти на военния английски кораб „Мери Роуз“, потънал през 1545 г., са открити спринцовки с живак, които вероятно са били използвани за лекуване на злощастни моряци, хванали гонорея.
Сребърният нитрат е използван широко през XIX век, но по-късно е заменен от протаргол. Така лекарства на базата на среброто са използвани чак до 40-те години на миналия век, когато първите антибиотици започват да се произвеждат масово. До 70-те години триперът е лекуван с пеницилин – първият антибиотик, открит от Александър Флеминг през 1928 г. Оттогава обаче пеницилинът е забранен и се използват различни комбинации от антибиотици.
Лечението е различно по света, защото определени антибиотици са забранени. На 12 април 2007 г. Центърът за контрол и предотвратяване на заразите в Америка официално добавя гонореята в списъка на суперболестите, т.е. тя вече е развила резистентност към антибиотици.
Повечето антибиотици също не може да се използват по време на бременност.

## Предпазни мерки
Болните от гонорея трябва да бъдат поставени под карантина до пълното им излекуване, в противен случай могат да разпространят заразата. Презервативът не дава пълни гаранции при полов контакт с болен в активна фаза. Имунитет към тази болест не се придобива.

## Разпространение
Според приблизителни оценки в САЩ има около 800 000 души, боледуващи от гонорея всяка година. Това са около 0,29% от населението на Америка. Чрез екстраполация на тази статистика ще може да се стигне до извода, че в Западна Европа трябва да има около 1 500 000 боледуващи, а в България около 22 000, но тази стойност не е особено надеждна, защото в Германия има поне 4 пъти по-малко заразени от САЩ като процентно съотношение към броя на населението.